# Armoiries de Guernesey
Le blason de Guernesey, comme celui de Jersey, est composé du blason de l'Angleterre et de celui de la Normandie. Ce blason, à la différence des autres, incorpore une petite branche à son sommet. 
Il est composé d'un champ de gueules, dans lequel figurent trois "léopards" héraldiques (en héraldique anglaise, "three lions passant guardant") d'or. Au-dessus figure une petite branche d'or. 
Les armes sont celles du Royaume d'Angleterre. Elles sont identiques à celles employées par Jersey (à l'exception de la petite branche d'or sur les armes de Guernesey). Bien qu'utilisé depuis 1290, l'utilisation des armes royales par les îles Anglo-Normandes a été acceptée en 1907, mais jamais officiellement accordée.